# Gian Domenico Romagnosi
Gian Domenico Romagnosi (1761-1835) là nhà triết học, nhà kinh tế học, luật sư người Ý. Trước cả Hans Christian Ørsted, Romagnosi đã phát hiện ra tác dụng từ của dòng điện vào năm 1802, báo chí Ý cũng đăng phát hiện đó lên, nhưng không hiểu sao nó lại không được giới khoa học chú ý đến. Thế nên, sau khi tìm ra điều đó, Ørsted lại được công nhận là người đã phát hiện ra đầu tiên. Thật đáng tiếc cho Romagnosi.

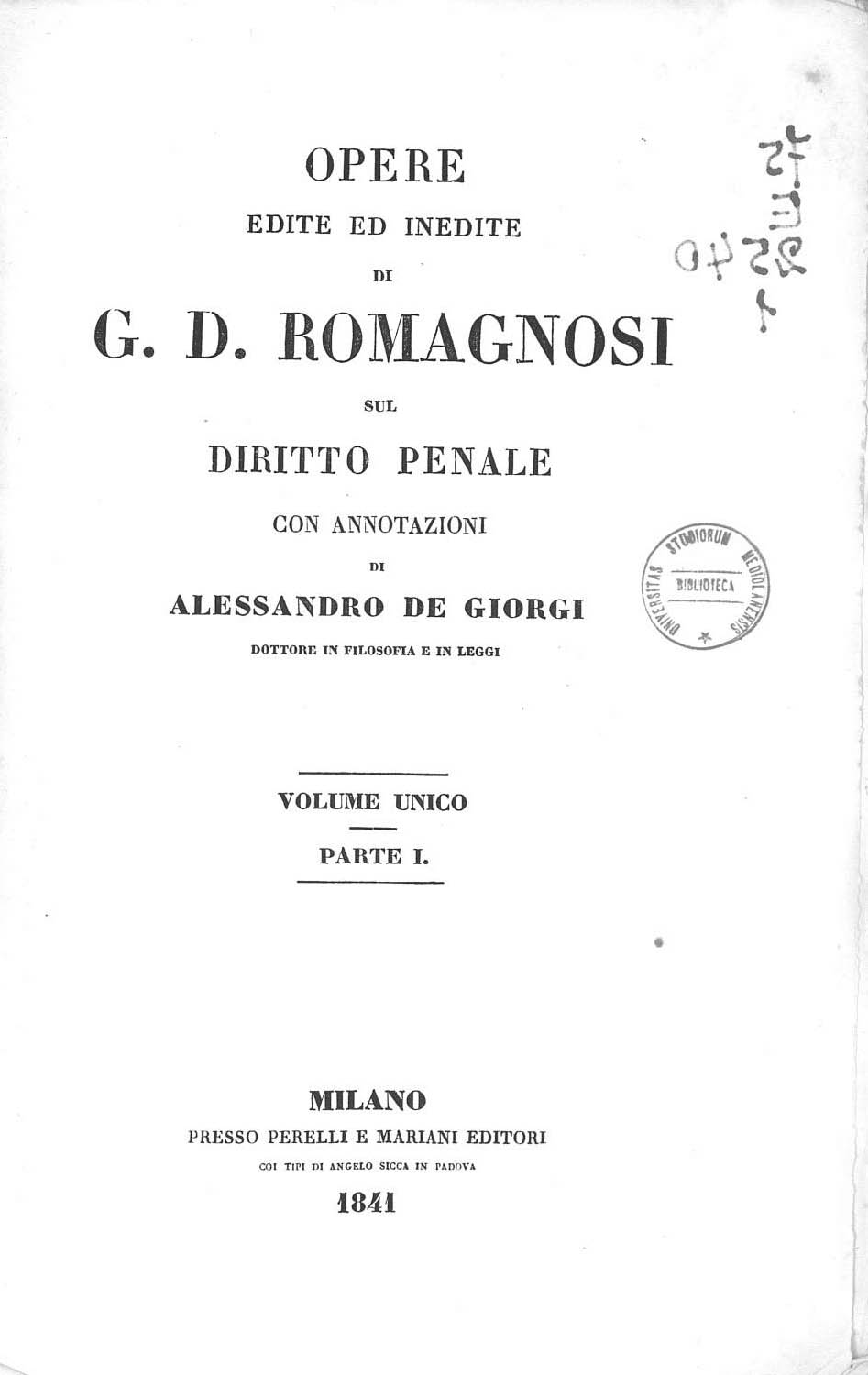
Opere, I, 1841